# Ypsilopus liae
Ypsilopus liae là một loài thực vật có hoa trong họ Lan. Loài này được Delprete & J.-P.Lebel mô tả khoa học đầu tiên năm 2001.